# Eleutherodactylus dimidiatus
Eleutherodactylus dimidiatus es una especie de rana de la familia Eleutherodactylidae.

## Distribución geográfica
Es endémica de Cuba (incluida la isla de la Juventud).

## Estado de conservación
Se encuentra ligeramente amenazada la pérdida de su hábitat natural y por la polución. 